# Pouilly (Moselle)

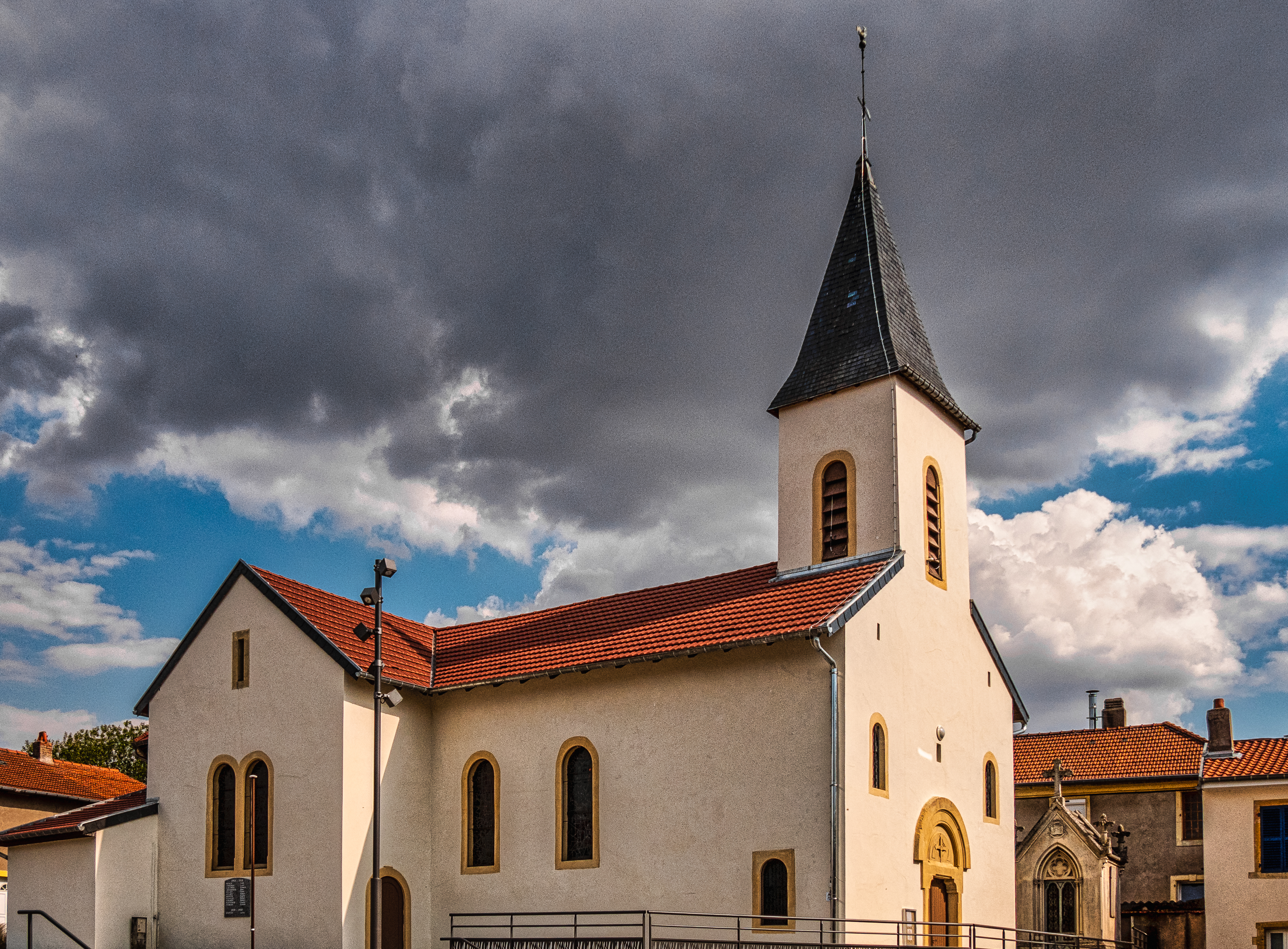
Kirche St. Rémy

Pouilly ist eine französische Gemeinde mit 927 Einwohnern (Stand 1. Januar 2022) im Département Moselle in der Region Grand Est (bis 2015 Lothringen). Sie gehört zum Arrondissement Metz und zum Kanton Les Coteaux de Moselle.

## Geographie
Pouilly liegt sieben Kilometer südlich von Metz am rechten Seilleufer auf einer Höhe zwischen 169 und 223 m über dem Meeresspiegel. Das Gemeindegebiet umfasst 5,11 km².

## Geschichte
Der Ort wurde 1177 erstmals als Poelli erwähnt. Er gehörte früher zum Bistum Metz.
Durch den Frankfurter Frieden vom 10. Mai 1871 kam die Region an das deutsche Reichsland Elsaß-Lothringen, und das Dorf wurde dem Landkreis Metz im Bezirk Lothringen zugeordnet. Die Dorfbewohner betrieben Getreide-, Ölsaat-, Wein- und Obstbau sowie Viehzucht. Am Ort gab es einen Kalkofen.
Nach dem Ersten Weltkrieg musste die Region aufgrund der Bestimmungen des Versailler Vertrags 1919 an Frankreich abgetreten werden und wurde Teil des Département Moselle. Im Zweiten Weltkrieg war die Region von der deutschen Wehrmacht besetzt.
1915–1918 und 1940–1944 trug der Ort den eingedeutschten Namen Pullingen.

### Bevölkerungsentwicklung
| Jahr      | 1962 | 1968 | 1975 | 1982 | 1990 | 1999 | 2007 | 2019 |
| Einwohner | 239  | 238  | 786  | 779  | 802  | 722  | 690  | 627  |